# Gerrit van Dijk (animator)
Gerrit van Dijk (Volkel, 5 december 1938 – Haarlem, 4 december 2012) was een Nederlandse kunstschilder, animatiefilmer, regisseur en acteur. Zijn animatiewerk is meerdere malen onderscheiden in zowel binnen- als buitenland. Zo kreeg hij tweemaal een Gouden Beer, voor Pas à Deux (1989) en I Move, So I Am (1998) en een Gouden Kalf voor A Good Turn Daily (1984).

## Biografie
Van Dijk studeerde, na een jaartje Technische Hogeschool in Ossendrecht waar hij werd klaargestoomd voor huisschilder, aan de Academie voor Kunst en Architectuur in Tilburg. Daar werd hij leraar tekenen aan de Lieve de Keyschool. In 1963 verhuisde Van Dijk samen met zijn echtgenote Cilia van Lieshout naar Haarlem. Pas na enkele jaren begon hij zich weer met de schilderkunst bezig te houden en richtte hij samen met Piet Zwaanswijk het kunstenaarscollectief "X-65" op. Nadat hij een 8mmcamera had gekocht om familiefilmpjes te maken en na het zien van het werk van Norman McLaren begon Gerrit van Dijk zich toe te leggen op de animatie wat resulteerde in zijn eerste animatie It's Good in Heaven in 1971. Deze won de vijfde prijs op het Benelux Filmfestival in 's-Hertogenbosch. Vele animaties zouden volgen waarvan A Good Turn Daily, Pas à Deux, Frieze Frame en I Move, So I Am het meest gelauwerd werden. Van Dijk werd velen malen bekroond voor zijn animatiefilms: een Gouden Kalf op het Nederlands Film Festival in Utrecht (A Good Turn Daily), tweemaal een Gouden Beer op het internationale filmfestival van Berlijn (Pas à Deux - samen met Monique Renault - en I Move, So I Am) en een schier eindeloze reeks prominente prijzen op tal van festivals over de hele wereld.
Naast filmmaker was Van Dijk ook actief als acteur in verschillende theaterproducties. In 1982 speelde hij mee in de voorstelling Hammer van Perspekt. Verder speelde Van Dijk ook mee in de voorstelling Een vrolijke kerstavond van Toneelschuur Producties.
In Haarlem ontpopte Gerrit van Dijk zich als een betrokken, maar ook recalcitrante kunstenaar. In 1970 werkt Van Dijk samen met de Haarlemse acteurs Wigbolt en Joep Kruyver aan een totaalproject genaamd 'N Zekere Henk: een film en een theatervoorstelling in een. Naast een aantal andere korte films en projecten bracht Van Dijk in 1980 onder het pseudoniem "Rik Dreijtvang" enkele ideeën ter sprake bij het SKA (Stichting Kunst Activiteiten) waarvan uiteindelijk het idee Het Matje ten uitvoer werd gebracht op de Markt. In 1982 richtte Van Dijk samen met andere Haarlemse kunstenaars de Pop-Partij Haarlem op. Deze lokale partij die meedeed aan de Haarlemse Gemeenteraadsverkiezingen stond voor meer cultuur in de stad. Van Dijk stond als tweede op de lijst. Geen enkele zetel in de gemeenteraad werd behaald. Ook richtte Van Dijk in 1985 het Holland Animation Film Festival in Utrecht op. Sindsdien vinden er jaarlijks naast vertoning van animatiefilms, studentenfilms en commercials  ook competities, lezingen, workshops en een KunstStripBeurs plaats. Tussen 1984 en 2001 maakte hij een wekelijkse cartoon voor het Haarlems Dagblad. Hij werd, na zijn ontslag, geëerd door het Dagblad met de Gouden Olifant. In 1998 werd hij geëerd in de Orde van de Nederlandse Leeuw én ontving hij de Haarlemse Erepenning, speciaal ontworpen door Joost Swarte. Op 14 oktober 2012 werd in de Toneelschuur van Haarlem een dwarsdoorsnede van zijn werk getoond ter ere van het feit dat hij 40 jaar animatiefilmer was.

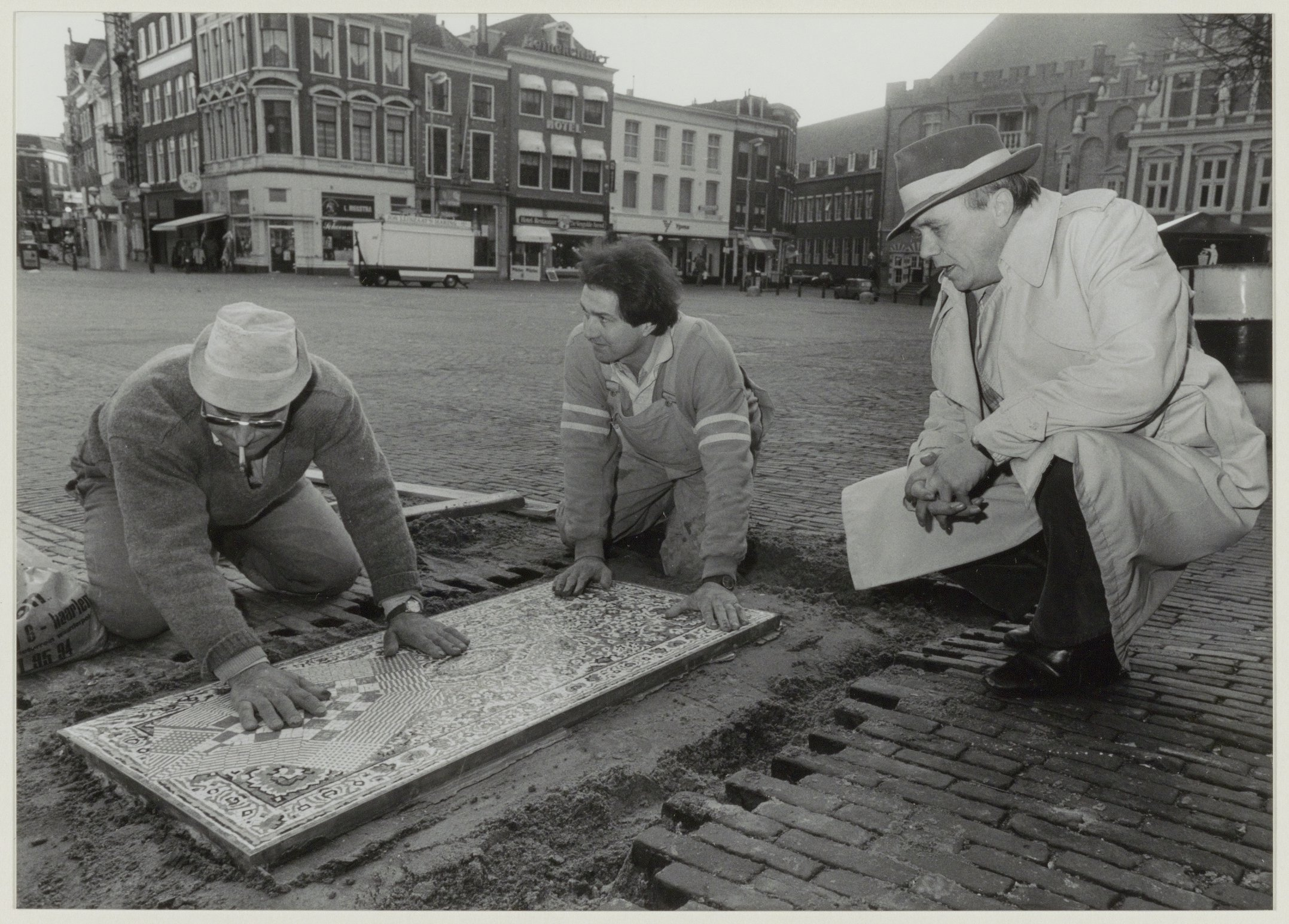
Gerrit van Dijk kijkt belangstellend toe hoe zijn kunstwerk Het Matje (1998) wordt aangelegd voor de Brinkmann Passage op de Grote Markt.

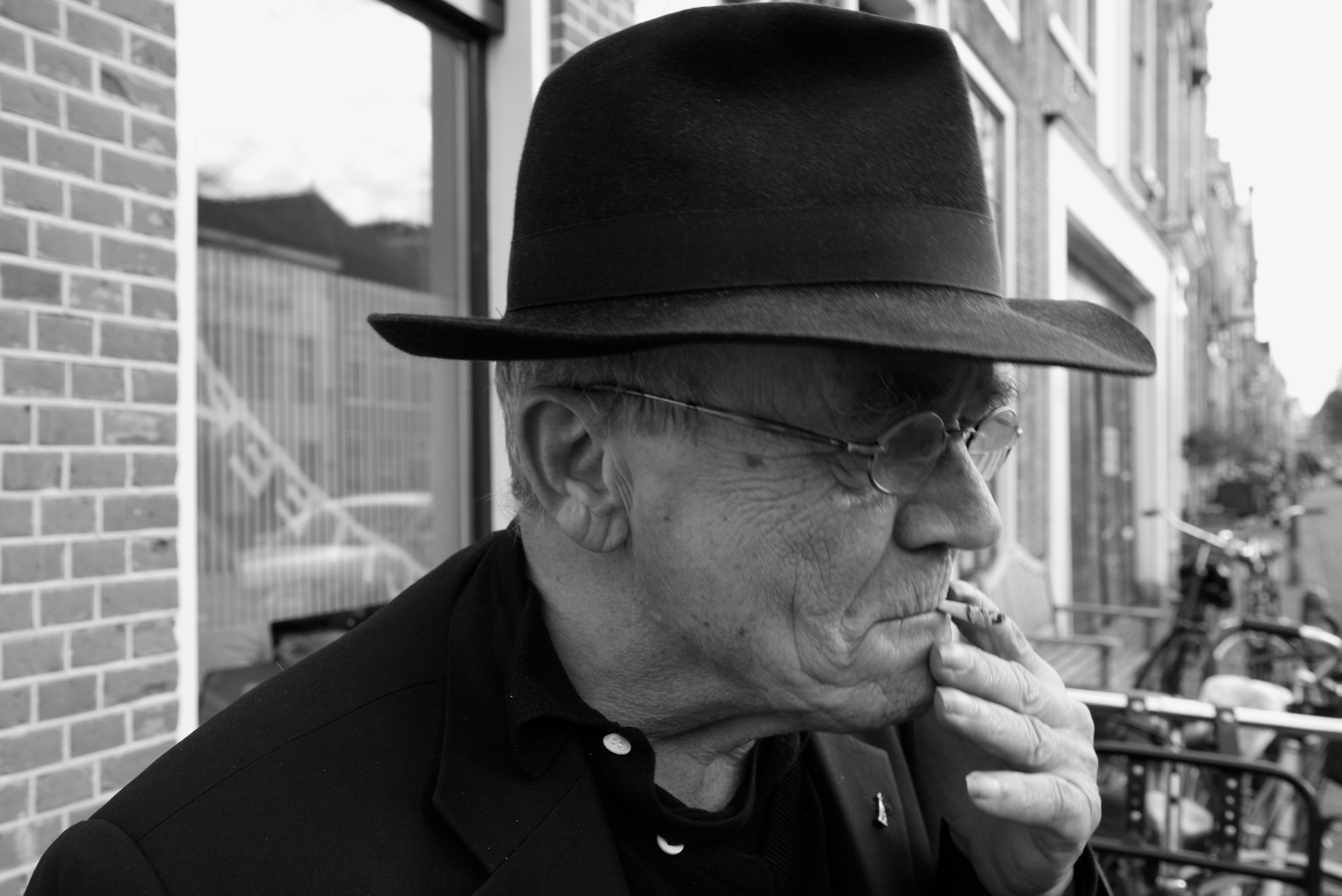
Gerrit van Dijk, 2010

Tijdens het Nederlands Film Festival 2012 werd een deel van zijn laatste animatiefilm getoond. Hij begon met het maken ervan toen hij van artsen hoorde dat hij nog maar een paar maanden te leven had. Sindsdien maakte hij elke dag een tekening. Op dinsdag 4 december overleed hij, een dag voor zijn 74e verjaardag. Op 22 maart 2012 werd zijn gehele oeuvre getoond op het Holland Animation Festival in Utrecht. In september 2013 werden al zijn films getoond op het Toronto Film Festival.
Van Dijks films worden nog steeds jaarlijks vertoond op het Holland Animation Film Festival.

## Privé
Van Dijk trouwde in 1963 met Cilia van Lieshout, filmproducente. Zij won in 1986 een Academy Award voor 'Beste Productie'. Samen met Van Lieshout kreeg Van Dijk twee kinderen, en drie kleinkinderen. Van Dijk stond publiekelijk bekend doordat hij zichzelf altijd volledig in het zwart uitdoste met een karakteristieke zwarte hoed. Zijn begrafenis vond plaats op 10 december 2012 in de Grote of Sint-Bavokerk te Haarlem en hij is begraven op Begraafplaats Kleverlaan. Piet Kee trad op met een stuk van Nicolaus Bruhns.

## Films
- 'N Zekere Henk (1970), een film en theatervoorstelling in een
- It's Good in Heaven (1971)
- Vlag (1972)
- Butterfly R.I.P. (1975)
- Cube Men Cube (1975)
- Sportflesh (1976)
- Quod Libet (1977)
- Cultural Youth Passport (1978)
- Jute (o.a. En Verlos Ons Van De TROS, Amen, The Queen, Love Power en Alle Menschen werden Bruder) (1978-1979) als Animated People
- The End (1981)
- Haast een hand (He Almost Clutched his Hand) (1982)
- Music For The Millions (1983)
- A Good Turn Daily (1983)
- Pas à Deux (1987), in samenwerking met Monique Renault
- Water (1988)
- Janneke (1990)
- Frieze Frame (1991)
- Snert (1991)
- Le Chapeau (1994)
- I Move, So I Am (1997)
- The Last Words of Dutch Schultz (2003), gemengde animatie en speelfilm met o.a. Rutger Hauer, Maarten Wansink en Huub van der Lubbe
- The Letter (2004)
- Citizen Kane (2004)
- Trailer Filmmuseum (2004)
- Happen To You, What You Have Done Before (2004)
- Haarlemse MoNUmenten (2010-2012), maandelijkse korte films over Haarlem
- Last Picture Show (2012)

## Theater
- 'N Zekere Henk (1970), een film en theatervoorstelling in een
- Hammer (1982)
- Een vrolijke kerstavond (1998)